# مورموني الثقافة
مورموني الثقافة هم الأفراد الذين لا يؤمنون في بعض (أو كثير) من عقائد كنيسة يسوع المسيح لقديسي الأيام الأخيرة، ولكن يعرّفون عن أنفسهم مورمون. التأثير الثقافي للمورمون متركز في ولاية يوتا، بالولايات المتحدة، ولذلك بسبب التأثيرات الثقافية أو الدينية أو التعليمية أو بسبب الروابط العائلية، يعرّف العديد من العلمانيين ذوي الخلفية والمورمونية أنفسهم كمورمون.